# (20258) 1998 FF10
1998 أف أف 10 (ويعرف أيضًا باسم (20258) 1998 أف أف 10 وفق تسمية الكوكب الصغير) (بالإنجليزية: 1998 FF10)‏ هو كويكب ضمن حزام الكويكبات؛ وترتيبه 20258 من حيث الاكتشاف.
اكتُشف هذا الجُرم الفلكي بواسطة OCA–DLR Asteroid Survey ‏ في 24 مارس 1998.

## وصلات خارجية
- (20258) 1998 FF10 في قاعدة بيانات مختبر الدفع النفاث لأجرام النظام الشمسي الصغيرة

- الاكتشاف · مخطط المدار ·  العناصر المدارية · المعلمات المادية

- (20258) 1998 FF10 على موقع ويكي سكاي: DSS2, SDSS, GALEX, IRAS, Hydrogen α, X-Ray, Astrophoto, Sky Map, Articles and images